# Pastor lapó
El Gos pastor lapó (Lapinporokoira) és una raça de gos originària de Finlàndia, amb un estàndard definit en 1967. És un dels tres Lapphund, races desenvolupades a partir d'un tipus de gos utilitzat pel poble lapó per cuidar i protegir els seus rens, i es pot entrenar per la competició.

## Aparença
El Lapinporokoira té una mida mitjana i un mantell doble. Les orelles són triangulars i sempre estan erectes, el seu color és negre, gris fosc o marró amb una petita ombra blanca al cap i parts baixes del cos, amb algunes marques blanques. És més llarg que alt, amb una alçada d'uns 51 cm per a les femelles i 46 cm per als mascles. La diferència per sexes és clara.

## Temperament
Es tracta d'una raça calmada, amigable i dòcil, però també molt enèrgica, necessiten molt exercici. El seu temperament pot variar per individus.

## FCI
El Lapinporokoira es reconeix sota la batuta de la secció finlandesa de la Fédération Cynologique Internationale com la raça número 284, en el Grup 5, gossos de tipus Spitz, Secció 3  Gossos nòrdics .